# Слабая гомотопическая эквивалентность
Слабая гомотопическая эквивалентность — отображение между топологическими пространствами индуцирующее изоморфизм гомотопических групп.

## Определение
Пусть {\displaystyle A} и {\displaystyle B} линейно связные пространства. 
Слабая гомотопическая эквивалентность из {\displaystyle A} в {\displaystyle B} 
есть непрерывное отображение {\displaystyle f:A\to B} 
такое, что индуцированные отображения {\displaystyle f_{n}:\pi _{n}(A,a_{0})\to \pi _{n}(B,b_{0})} биективны при всех {\displaystyle n\geq 1} для некоторой (а значит для любой) пары точек {\displaystyle b_{0}=f(a_{0})}.

## Свойства
- Существование слабой гомотопической эквивалентности {\displaystyle A\to B}, вообще говоря не влечёт существование слабой гомотопической эквивалентности {\displaystyle B\to A}.

- Изоморфность групп {\displaystyle \pi _{n}A}  и {\displaystyle \pi _{n}B} вообще говоря не влечёт существование слабой гомотопической эквивалентности {\displaystyle A\to B}.

- Любой конечный симплециальный комплекс слабо гомотопически эквивалентен конечному топологическому пространству.[1]